# Rebecca Soni
Rebecca Soni (Plainsboro Township, 18 de março de 1987) é uma nadadora norte-americana, de ascendência húngara. É campeã olímpica e mundial no nado peito.
Foi recordista mundial dos 100 metros peito em 2009, e dos 200 metros peito entre 2008 e 2009.